# Фаза (термодинамика)
Фаза је хомогени део хетерогеног система одвојен од остатака система дефинисном граничном површином (фазна граница) унутар кога се физичко хемијска својста континуирано мењају. У физичким наукама, фаза је скуп стања макроскопских физичких система који имају релативно унифоман хемијски састав и физичке особине (нпр. густину, кристалну структуру, индекс преламања, итд). Промена једне фазе у другу настала као последица промена функција стања термодинамичког система назива се фазна промена или фазна трансформација. У систему који се састоји од леда и воде у стакленој тегли, коцке леда су једна фаза, вода је друга, а влажни ваздух изнад воде је трећа фаза. Стакло тегле је још једна засебна фаза.
Термин фаза се понекад користи као синоним за агрегатно стање материје, мада може да постоји неколико фаза које се не мешају, иако су у истом агрегатном стању. Исто тако, термин фаза се понекад користи за означавање скупа равнотежних стања раздвојених фазним границама на фазном дијаграму изражених у виду променљивих стања, као што су притисак и температура. Пошто се фазне границе односе на промене у организацији материје, као што су промене од течног до чврстог стања, или на суптилније промене једне кристалне структуре у другу, овај други вид примене је сличан примени „фазе” као синонима за стање материје.

## Типови фаза
Различите фазе система могу се представити кориштењем фазних дијаграма. Осе дијаграма су релевантне термодинамичке променљиве. За једноставне механичке системе, обично се користе притисак и температура.
Дистинктне фазе могу да постоје унутар датог агрегатног стања материје. Као што је приказано на дијаграму легураа гвожђа, постоји неколико фаза у чврстом и течном стању. Фазе се исто тако могу диференцирати по основи растворљивости, не поларне (хидрофилне) и неполане (хидрофобне). Смеша воде (поларне течности) и уља (неполарне течности) се спонтано раздваја у две фазе. Вода има веома ниску растворљивост (нерастворна је) у уљу, а уље има веома ниску растворљивост у води. Растворљивост је максимална количина растворка који се може растворити у растварачу пре него што раствора престане да се раствара и остаје у засебној фази. Смеша се може раздвојити у више од две фазе. Концепт сепарације фаза је применљив на чврсте материје, тј., чврсте материје могу да формирају чврсте растворе или да кристализују у дистинктне кристалне фазе. Метални парови који су узајамно растворни могу да формирају легуре, док метални париви који су узајамно нерастворни не могу.
Постоје системи који садрже и до осам немешљивих течних фаза Узајамно немешљиве течне фазе се формирају од воде (водене фазе), хидрофобних органских растварача, перфлуороугљеника (флуорне фазе), силикона, неколико различитих метала, као и растопљеног фосфора. Сви органски растварачи се не мешају, нпр. смеша етилен гликола и толуена се може раздвојити у две засебне органске фазе.
Фазе не морају да се спонтано макроскопски раздвајају. Емулзије и колоиди су примери немешљивих фаза парова комбинација који се физички не раздвајају.

## Фазна равнотежа
Кад су препуштене уравнотежењу, многе композиције формирају једну униформну фазу. С друге стране у зависности од температуре и притиска чак и појединачне супстанце се могу раздвојити у две или више засебних фаза. Свака фаза има униформна својства, док су својства различитих фаза различита.
Вода у затвореној посуди са ваздушним простором изнад ње формира двофазни систем. Највећи део воде је у течној фази, где се одржава путем узајамног привлачења молекула воде. Молекули воде који су у равнотежи се константно крећу, и повремено молекул течне фазе стекне довољну кинетичку енергију да се одвоји од течне фазе и уђе у гасну фазу. Слично томе, с времена на време молекул паре се судари са површином течности и кондензује се у течност. У равнотежи, процеси евапорације и кондензације се међусобно балансирају и нема нето промене запремине било које фазе.
На собној температури и притиску, суд са водом достиже равнотежу кад ваздух над водом има влажност од око 3%. Тај проценат се повећава са повећањем температуре. На 100 °C и атмосферском притиску, равнотежа се не достиже док ваздух не саџи 100% воде. Ако се течност загреје мало преко 100 °C, прелаз из течности у гас се јавља не само на површини, него у целој запремини течности: вода кључа.

## Број фаза
За дату композицију, само поједине фазе су могуће на датој температури и притиску. Број и тип фаза који ће се формирати је тешко предвидети и обично се експериментално одређује. Резултати таквих експеримената се могу приказати у облику фазних дијаграма.
Фазни дијаграм који је овде приказан је за једнокомпонентни систем. У том једноставном систему, могуће фазе зависе само од притиска и температуре. Ознаке приказују тачке где две или више фаза могу да истовремено постоје у равнотежи. На температурама и притисцима које су удаљене од ознака, постоји само једна фаза у равнотежи.
У дијаграму, плава линија која означава границу између течности и гаса се не продужава неограничено, него се завршава у тачци која се назива критична тачка. Кад температура и притисак приступају критичној тачки, својства течности и гаса постају прогресивно све сличнија. У критичној тачки, течност и гас се не разликују. Изнад критичне тачке, не постоји више разлика имеђу течне и гасовите фазе: постоји само генерична течна фаза која се назива суперкритични флуид. У води, критична тачка се јавља око 647  (374 °C или 705 °F) i 22,064 .
Необично својство воденег фазног дијаграма је да линија између чврсте и течне фазе (илустровано тачкастом зеленом линијом) има негативни нагиб. Код већине супстанци, нагиб је позитиван као што је илустровано тамно зеленом линијом. Ово необично својство воде је повезано са мањом густином леда од течне воде. Повећање притиска доводи воду у фазу веће густине, што узрокује топљење.
Још једно интересантно, мада не и необично, својство фазног дијаграма је тачка где се линија чврсте и течне фазе састаје са линијом течне и гасне фазе. Пресек се назива тројном тачком. У њој, све три фазе коегзистирају.
Експериментално, фазне линије се релативно лако мапирају услед независности температуре и притиска који се развија кад се формирају вишеструке фазе. Погледајте Гибсово фазно правило. Размотримо тест апарат који се састоји од затвореног и добро изолованог цилиндра, на коме је присутан пистон. Мењајући количину воде и загревања, систем се може довести у било коју тачку у гасном региону фазног дијаграма. Ако се пистон полако снижава, систем ће пратити криву повећане температуре и притиска унутар гасног региона фазног дијаграма. У тачки где се гас почне кондензовати у течност, смер криве температуре и притиска се нагло мења да би ишао дуж фазне линије док се сва вода не кондензује.